# 浜松市秋野不矩美術館
浜松市秋野不矩美術館（はままつしあきのふくびじゅつかん）は、静岡県浜松市天竜区二俣町にある公立美術館である。旧静岡県磐田郡二俣町出身の日本画家・秋野不矩の画業を顕彰し、地域の芸術文化の振興を目的としている。
1998年（平成10年）開館当時の管理運営は天竜市であったが、2005年（平成17年）の市町村合併により浜松市に移管された。

## 沿革

### 開館準備期
天竜市は、1960年（昭和35年）に開館した市民会館のみが市の大型文化施設となっており、老朽化と施設不足から新たな文化施設整備が求められていた。このことを受けて1991年（平成3年）、天竜市は第3次市総合開発計画に新たな文化施設建設を組み込み、同年9月に市文化施設建設計画審議会（以下、審議会）に基本的構想を諮問した。以降、審議会によって検討していたが、その中で文化振興のため必要な施設のひとつとして、地元出身の日本画家であり、天竜市名誉市民の秋野不矩の美術館も挙げられていた。
1992年（平成4年）6月、審議会は市民の意見を求めるため中間報告を行い、秋野不矩美術館（以下、美術館）の建設候補地としては天竜二俣駅周辺や山王地区を検討しているとした。
1993年（平成5年）6月15日、審議会は文化施設基本構想の最終答申をまとめ、中谷良作市長（当時）に提出し、美術館については市民ホールとの併設が望ましいとしながらも、より早期の整備を重要視し適切な用地が確保できれば単独建設もあるとした。
1994年（平成6年）4月、天竜市は文化施設建設の基本計画を策定し、二俣町にある天竜市立中央公民館東側の丘陵地を建設候補地として、同年度内に測量と設計を実施し、建設工事を経て1996年度（平成8年度）中の完成を目指すとした。しかし、その後の地質調査の結果、地盤の強度に問題があることが分かり、地盤改良を含めた造成工事を行うことで美術館の建設工事の予定が遅れることが見込まれ、美術館の開館時期は当初より1年後となる1997年度（平成9年度）中に予定変更となった。
1996年（平成8年）9月30日、美術館建設予定地で起工式が行われた。この時、美術館の仮称は天竜秋野不矩美術館で、建築予定面積は746m2、土地造成費を除いた建設費用は約5億1千345万円であった。
1998年（平成10年）1月には、美術館の建物部分が完成し、館内の乾燥作業が行われ、その後4月の開館に向け駐車場や道路整備などが行われた。同年2月の天竜市議会では、天竜市側から美術館に係る設計、用地取得、建設費全体の事業費が10億3千346万円となる見通しであることが報告された。同年4月21日、全国巡回していた秋野不矩作品71点が美術館に搬入され、22日と23日に展示作業を行って、24日の落成式に向けての直前準備が行われた。

### 天竜市立秋野不矩美術館（1998-2005)
1998年（平成10年）4月24日、天竜市の中央公民館にて天竜市立秋野不矩美術館の完成記念式典が行われた。式典には秋野不矩、天竜市長の中谷良作、駐日インド大使シッダールタ・シンら約200人が出席した。美術館は翌25日から一般に公開され、秋野から天竜市に寄贈された「オリッサの寺院」など、秋野作品約80点を二期に分けて展示する開館記念展示「秋野不矩展－インド　大地と生命の賛歌」が始まった。延べ15回インドを訪れ、インドをテーマにした作品を多く制作してきた秋野が日本とインドとの橋渡しとなったことから、駐日インド大使の天竜市訪問が実現し、天竜市の中心商店街では「インド・フェア」も開催されて美術館開館を盛り上げた。
美術館はオープン以後、関係者の予想を超える盛況ぶりで、同年5月4日には開館10日目で入館者1万人を達成した。開館記念展示の会期終了後も入館者数は好調に伸び続け、同年8月には6万人突破を達成した。入館者数10万人を突破したのは、開館204日目となる1999年（平成10年）の1月であった。同年11月、秋野は文化勲章を受賞する。
2000年（平成12年）4月には、秋野の文化勲章受章を記念した特別展「秋野不矩展」を開催。
2001年（平成13年）10月に秋野が心不全のため93歳で亡くなると、秋野を偲ぶ追悼展を翌2002年（平成14年）5月から開催した。

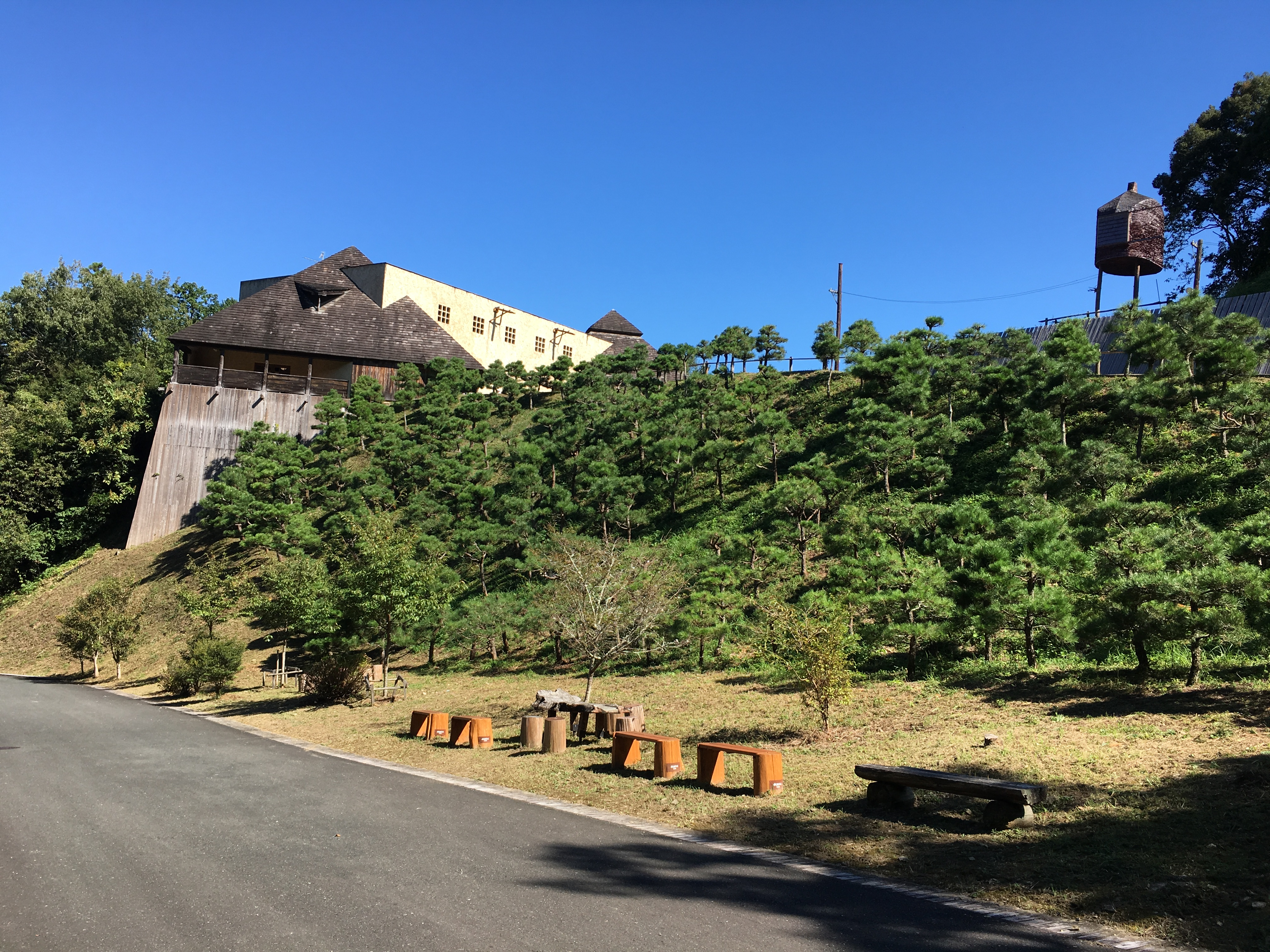
美術館と茶室

### 浜松市秋野不矩美術館（2005-現在)
2005年（平成17年）7月1日、天竜市が市町村合併し新・浜松市となり、美術館も浜松市運営となって浜松市秋野不矩美術館と名称変更した。
2018年（平成30年）8月、美術館の開館20周年記念事業として特別展「藤森照信展」を開催。同展示にあわせて藤森照信が新たに設計し、地元の子どもたちとワークショップを行うなどして制作したツリーハウス型の茶室「望矩楼」も完成した。
2019年（令和元年）9月17日、築20年以上が経つことから、建物の改修等を行うため長期休館に入った。
2020年（令和2年）7月4日、約10ヶ月の休館期間が終了し、特別展「佐藤美術館コレクション　花と緑の日本画」を開催し、美術館運営を再開した。

## 施設
建築設計は藤森照信と内田祥士（習作舎）。2000年の日本建築学会作品選奨を受賞している。藤森にとって初の公共建築である。

### 建築の特色

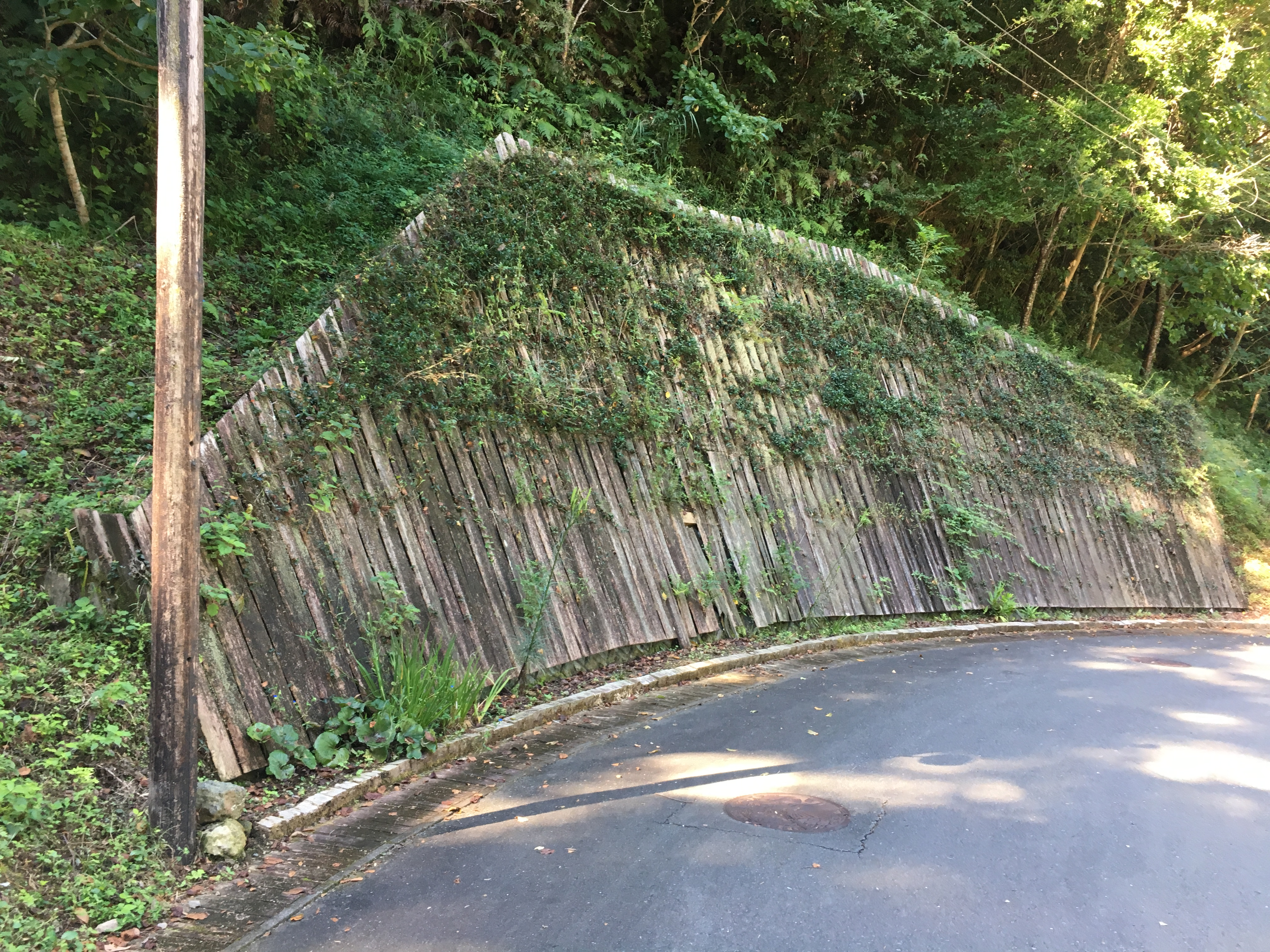
コンクリートに板を張った擁壁

全体的に自然素材を生かした意匠となっており、地元の天竜杉を多く取り入れている。

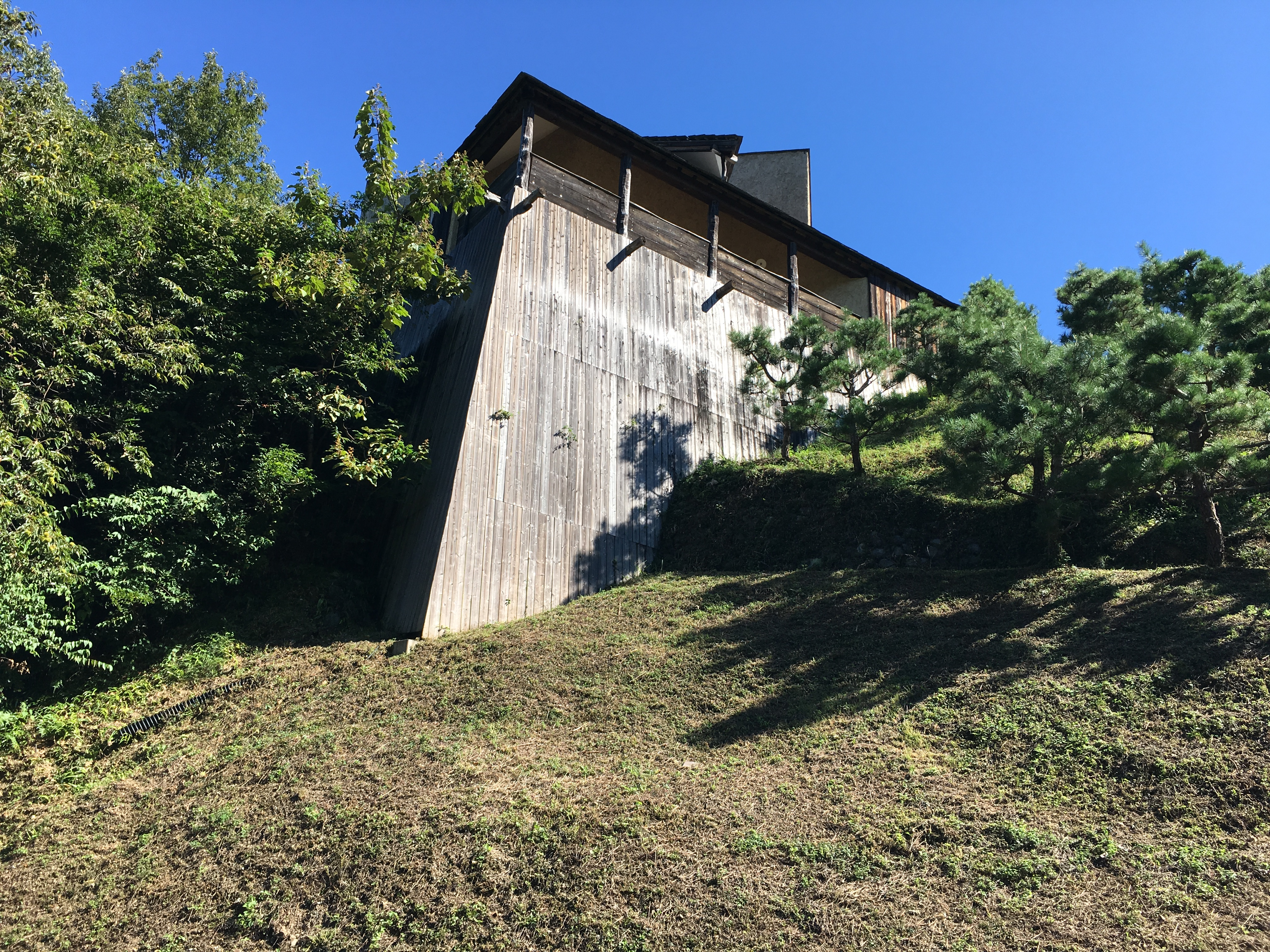
板張りの外壁部分

敷地の入口に駐車場があり、つづく坂道が美術館までのアプローチとなっている。
坂道を上った先のカーブにある擁壁は、建物部分の自然素材と一体感を出すため、コンクリートの上に水車製材の板が張られている。擁壁を背にしてカーブを曲がると、印象的な外観の美術館全景が目に入る。

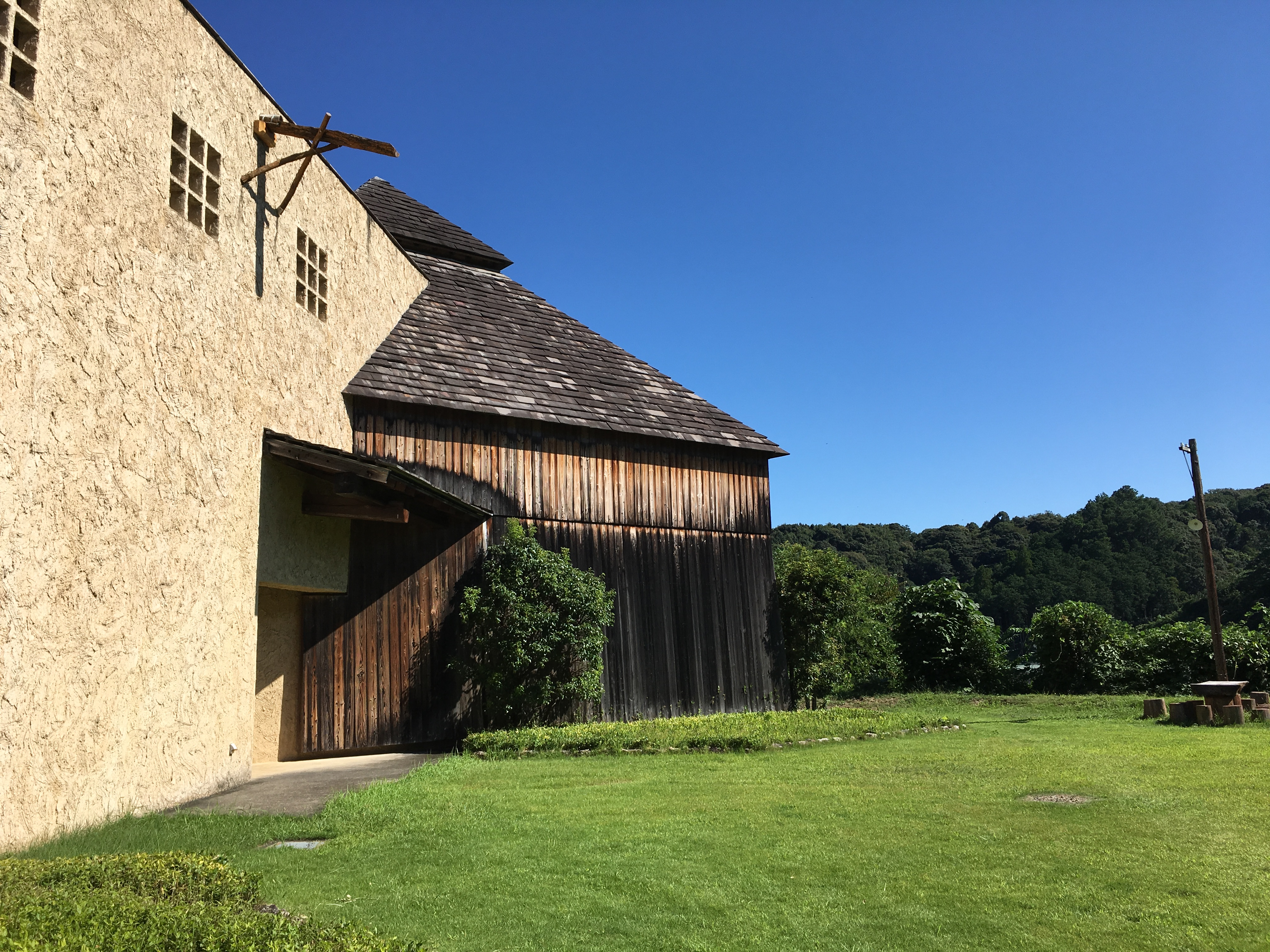
木製の雨樋がある外壁

建物全体はRC造で、屋根架構部分のみ木造。外壁は藁を混入した着色モルタルの上に泥水を刷毛塗りした部分とRC造の上に杉の板を張っている部分がある。美術館正面に象の鼻のように突き出している木製の雨樋はロンシャンの礼拝堂のガーゴイルをイメージしたもので、藤森の手作りである。
屋根は鉄平石で葺かれている。
美術館の正面玄関の扉は、ナラ材の大きな片開きの外側開き戸と引き込み式の自動ドアの二重構造である。
この美術館のもう一つの大きな特色が「裸足になる」ことである。秋野不矩絵画の清浄な持ち味が引き出されるよう、また、画家の視点で絵を観られるように座って鑑賞することを実現するため考案された。
入口に入ってすぐ来館者は靴を脱ぐことを求められ、履き替えたスリッパで玄関ホールへと進む。
玄関ホールは、白く塗られた漆喰の壁と表面をバーナーで焼いた黒い杉の柱の梁が対比的な緊張感を持たせている。ホールの柱と机・椅子、およびテラスにある調度品は藤森と友人によって結成された素人集団「縄文建築団」の製作である。
玄関ホールから板張りの部分に進む際、来館者はスリッパも脱いで裸足となる。長方形の第1展示室は、床に籐のゴザが敷かれ、片面展示のギャラリー形式である。
主展示室となる正方形の第2展示室の床は、マケドニア産の大理石を敷き込み、天井と壁面は白い漆喰を塗ることで、四方から光の乱反射効果があり、壁面照度が均一という絵画にとって理想的な照明の状態になった。この展示室には、ざらざらして粒感のある岩絵具を用いる日本画にとって、影が消えるために作品が際立ってよく見えることに加え、裸足で見ることで靴の埃や汚れが付着しないというメンテナンス上での利点もある。第1展示室・第2展示室ともに、冬に備えて床暖房が施されている。

### 概要
- 構造：RC造、一部木造（第1ホール・第2展示室の一部）、地上2階[24]
- 敷地面積：19,769.43m2[24]
- 建築面積：746.17m2[24]
- 延床面積：999.64m2[24]
  - 1階：693.29m2[24]
  - 2階：306.36m2[24]

| 2階 | 企画展示室（第3展示室、第4展示室、第5展示室）、第2収蔵庫、機械室            |
| 1階 | 第1展示室、第2展示室、第1ホール、第2ホール、事務室、第1収蔵庫、玄関、テラス |

- 施行期間：1996年（平成8年）9月-1997年（平成9年）11月[44]
- 総工費（造成・修景工事込み）：8億5千860万円[44]

## 秋野不矩をめぐるエピソード
- 天竜市が美術館建設を決定してから、秋野は自身で各地の建築物を見て回っていたが、長野県茅野市にある「神長官守矢史料館」を見て気に入り、設計者の藤森を天竜市に推薦した[45][† 1]。
- 計画当初は建設候補地として鳥羽山（現在の鳥羽山公園付近）が挙がっていたが、のちに二俣町も候補となり2案となった[46]。藤森は、二俣町が候補地に絞られてから、山の谷となる部分に美術館をダム状に作る案（谷案）と北側の尾根を利用して作る案（尾根案）とを構想しており[47]、藤森は谷案を勧めていく意向でいた[48]。秋野を説得するために秋野と親しかった赤瀬川と南伸坊を連れて、秋野に説明に行ったところ、秋野は一旦了承したものの、現地に赴いて様子を見ると考えが変わり、尾根に美術館を建設するよう強く要望した[48][49]。作家と建築家の双方が譲らなかったため、約半年間計画が停滞した[48][49]。天竜市が決めた最終期限を前に、秋野が家族に「（谷案を）受け容れることになるだろうが、自分の本心としては嫌だ」と打ち明けていたことを知った藤森は[48]、「私はこんなところに埋められたくない」という秋野の気持ちを尊重して谷に建設する案を取り下げ、尾根の上に建設する尾根案にすることで決着した[48]。
- 秋野は尾根に建設することが決まってからはその他の建築計画について一切要求はせず、「（藤森に）任せる」と口を出さなかった[45]。
- 秋野は背が低かったこともあり、展示の位置を低く指示していた[35]。このことが、裸足になり座って鑑賞するスタイルの美術館を構想した要素のひとつになっている[35]。
- 美術館完成前、主展示場となる第2展示室のコンクリートが打ちあがった際に現場を訪れた秋野は、藤森から代表作「渡河」を飾りたいと言われたが、12メートルの壁面では「渡河」は小さい作品だと考え、壁の大きさにふさわしい絵をと、その日の夜から新作に取りかかり、「オリッサの寺院」を描き上げた[27][42][50]。
- 第2展示室の大理石の床の下には、美術館竣工の日に秋野が藤森と天竜川の河原で拾ってきた小石が納められている[50]。秋野が故郷・天竜川の河原を好んでいたことによる。

## 利用案内

### 開館時間・休館日
- 開館時間
  - 午前9時30分から午後5時[51]
- 休館日
  - 月曜日（祝日に当たる場合は開館し、翌日休館となる）[51]
  - 年末年始 、展示替え期間等[51]

※2019年（令和元年）9月17日から工事のため休館中となっている。

### 利用料金
- 所蔵品展
  - 大人：300円（70歳以上は生年月日が証明できるもの提示で無料）[52]
  - 高校生：150円[52]
  - 小学生・中学生：無料[52]
  - 障がい者手帳等所持者及び介助者1名：無料[52]

※団体割引あり。
- 特別展
  - 大人：800円（70歳以上は生年月日が証明できるもの提示で無料）[52]
  - 高校生：500円[52]
  - 中学生：300円[52]
  - 小学生：無料[52]
  - 障がい者手帳等所持者及び介助者1名：無料[52]

※団体割引あり。

## アクセス

### 鉄道
- 天竜浜名湖鉄道天竜二俣駅から徒歩15分[53]。
- 遠州鉄道・天竜浜名湖鉄道西鹿島駅からタクシーで約7分[53]。

### バス
- 遠鉄バス 鹿島線、浜松市自主運行バス北遠本線で「秋野不矩美術館入口」下車、徒歩10分[53]。

### 自動車
- 東名浜松西ICから約50分[53]。
- 東名袋井ICから約30分[53]。
- 新東名浜松浜北ICから約10分[53]。
- 新東名浜松SAスマートICから約30分[53]。